# Јужњачка утеха (албум)
Јужњачка утеха је дванаести студијски албум српског рок бенда Галија.
Албум је издат 1999. године у издању ПГП РТС. Песме које се издвајају су: Димитријо и Калчина кафана.

## Списак песама
На албуму се налазе следеће песме:

## Чланови групе
- Ненад Милосављевић
- Саша Ранђеловић
- Драгутин Јаковљевић
- Александар Саша Локнер
- Славиша Павловић
- Бобан Павловић

## Гост на албуму
- Маријана Поповић - пратећи вокали